# Yuantong (socken i Kina, Sichuan)
Yuantong (kinesiska: 元通乡, 元通) är en socken i Kina. Den ligger i provinsen Sichuan, i den sydvästra delen av landet, omkring 60 kilometer söder om provinshuvudstaden Chengdu. Antalet invånare är 15 876. Befolkningen består av 7 911 kvinnor och 7 965 män. Barn under 15 år utgör 15,0 %, vuxna 15-64 år 69 %, och äldre över 65 år 14,0 %.
Genomsnittlig årsnederbörd är 1 222 millimeter. Den regnigaste månaden är juli, med i genomsnitt 338 mm nederbörd, och den torraste är december, med 9 mm nederbörd.